# Hjälstads kyrka
Hjälstads kyrka är en kyrkobyggnad som sedan 2002 tillhör Fägre församling (tidigare Hjälstads församling) i Skara stift. Den ligger i kyrkbyn Hjälstad i Töreboda kommun.

## Historia
Kyrkan var moderkyrka för Hjälstads pastorat och var dess gravkyrka. Här finns ätten Krabbes familjegrav och även ätten Sparre har grav under korgolvet.

## Kyrkobyggnaden
Kyrkan är medeltida och den utökades i öster 1689 och tornet tillkom 1725. Vid Frans Adolf Wahlströms ombyggnad 1902 tillkom de nygotiska fönstren med gjutjärnsomfattningar och tornspiran. Kyrkorummet präglas av olika tiders restaureringar, bland annat 1949. 
Utanför kyrkan står Vg 8, en runsten från 1000-talet med ristningar på tre sidor. Den hittades i kyrkans stenfot år 1890.

## Inventarier
- Altaruppsatsen och predikstolen är donationer av Sparreätten.

### Klockor
Kyrkan har två medeltida klockor.
- Storklockan är av en senmedeltida normaltyp och saknar inskrifter.
- Lillklockan är av en romansk typ av samma slag som den i Saleby kyrka. Den har två skriftband, varav det övre har inskriften: +ROBERTVS. Man vet inte vem som avses med detta namn. Klockan är sannolikt gjuten i början av 1200-talet, om ej tidigare.[3]

### Orgel
I kyrkan har funnits två orglar från 1759 respektive 1878 innan dagens, från Smedmans Orgelbyggeri 1971. Den är placerad på den västra läktaren och har fjorton stämmor fördelade på två manualer och pedal. Den ljudande fasaden är från 1878, men piporna från 1971.